# Jaworzyna Śląska
Jaworzyna Śląska [javɔ'ʒɨna 'ɕlõska], tyska: Königszelt, är en stad och järnvägsknut i sydvästra Polen, belägen i distriktet Powiat świdnicki i Nedre Schlesiens vojvodskap, mellan de större städerna Strzegom och Świdnica. Tätorten hade 5 182 invånare i juni 2014 och utgör centralort i en stads- och landskommun med totalt 10 407 invånare samma år.

## Historia
Orten grundades under den preussiska epoken. Då järnvägssträckan mellan Breslau och Freiburg in Schlesien färdigställdes 1843, låg de viktiga städerna Striegau och Schweidnitz 10 kilometer från järnvägens sträckning. För att ansluta dessa städer till huvudlinjen byggdes en tvärförbindelse mellan städerna, som korsade huvudlinjen i närheten av den befintliga byn Bunzelwitz, nuvarande Bolesławice. Vid korsningen mellan linjerna uppfördes en järnvägsstation, där snart en bosättning för järnvägsanställda uppstod. Orten döptes till Königszelt, till minne av det fältläger som kung Fredrik II av Preussen hade slagit vid Bunzelwitz 1761, där också den första preussisk-ottomanska alliansen undertecknades.
Orten utvecklades till en järnvägsknut, och växte i betydelse i takt med att de anslutna linjerna förlängdes till Waldenburg (1853), Reichenbach im Eulengebirge (1855), Jauer och Liegnitz (1856) och Neisse (1863). De goda järnvägsförbindelserna medverkade till att en porslinsfabrik grundades i orten 1860, som under namnet Karolina fortfarande idag är en av de största porslinsfabrikerna i Schlesien.
Fram till 1945 låg Königszelt i Landkreis Schweidnitz, Regierungsbezirk Breslau i provinsen Schlesien respektive provinsen Niederschlesien. Genom Potsdamöverenskommelsen efter andra världskriget tillföll orten 1945 Polen, och döptes officiellt av de polska myndigheterna till Jaworzyna Śląska. Den tyska befolkningen fördrevs. 1954 erhöll orten stadsrättigheter. 1975–1998 tillhörde staden Wałbrzychs vojvodskap. Sedan förvaltningsreformen 1999 tillhör staden Powiat świdnicki i Nedre Schlesiens vojvodskap.

## Kommunikationer
Staden ligger där järnvägslinjerna Wrocław–Wałbrzych och Świdnica–Legnica korsar varandra. Järnvägen trafikeras av regionaltåg i riktning mot Wrocław, Poznań, Kudowa-Zdrój, Legnica, Wałbrzych och Szklarska Poręba, Kłodzko och Dzierżoniów.
Staden ligger på vägen mellan Wrocław och Jelenia Góra.